# Kreis Genthin
| Basisdaten                            | Basisdaten                                                |
| ------------------------------------- | --------------------------------------------------------- |
| Bezirk der DDR                        | Magdeburg                                                 |
| Kreisstadt                            | Genthin                                                   |
| Fläche                                | 590 km² (1989)                                            |
| Einwohner                             | 39.153 (1989)                                             |
| Bevölkerungsdichte                    | 66 Einwohner/km² (1989)                                   |
| Kfz-Kennzeichen                       | H und M (1953–1990) HC und MC (1974–1990) GNT (1991–1994) |
|                                       |                                                           |
| Der Kreis Genthin im Bezirk Magdeburg |                                                           |

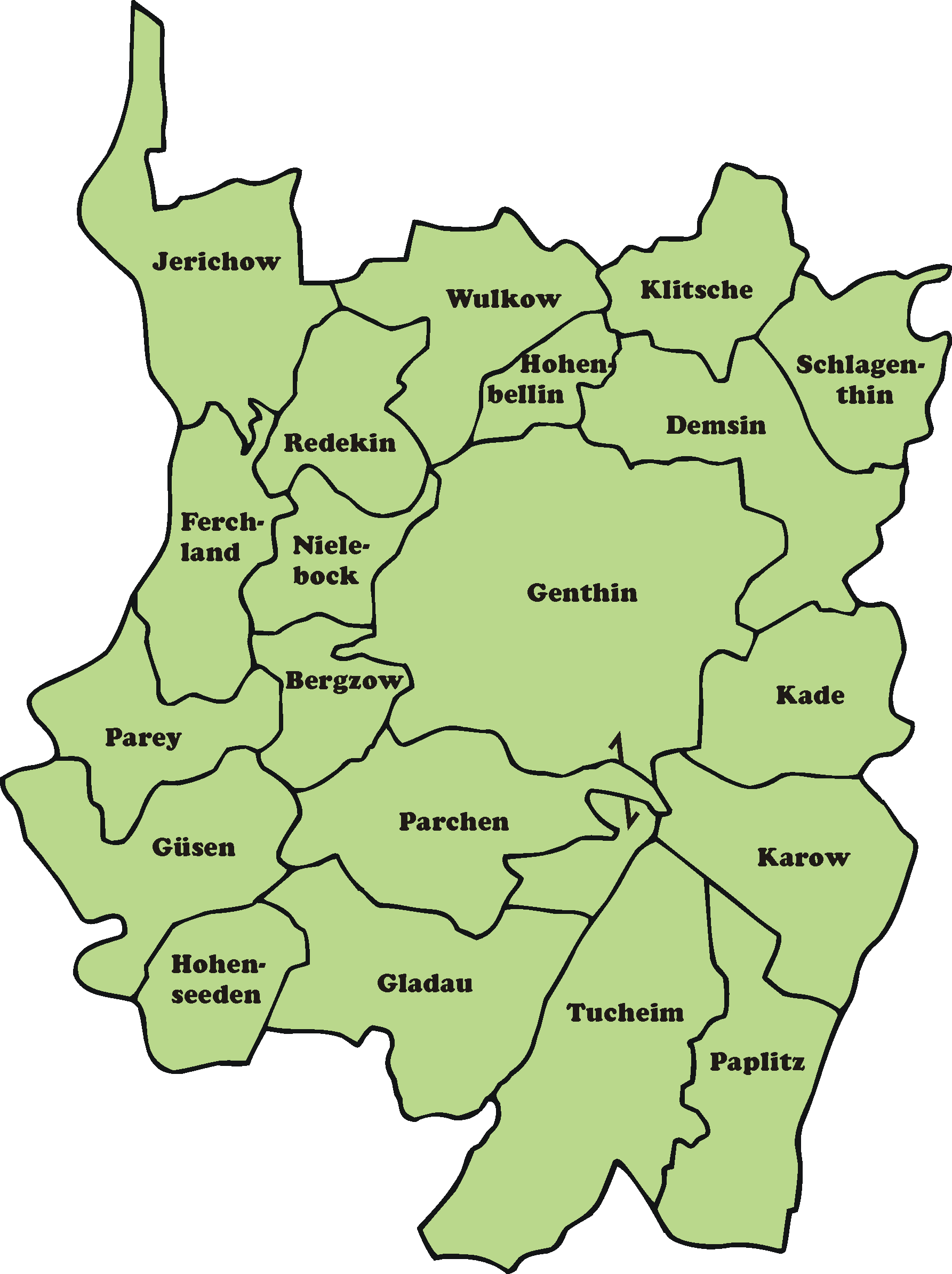
Gemeindepolitische Gliederung des Kreises Genthin bei seiner Bildung 1952

Der Landkreis Genthin war von 1950 bis 1952 ein Kreis im Land Sachsen-Anhalt der DDR, danach von 1952 bis 1990 als Kreis Genthin im Bezirk Magdeburg. Von 1990 bis 1994 bestand er als Landkreis Genthin im Land Sachsen-Anhalt fort. Der Sitz der Kreisverwaltung befand sich in Genthin. Sein Gebiet liegt heute im Landkreis Jerichower Land in Sachsen-Anhalt.

## Geographie

### Nachbarkreise
Der Kreis Genthin grenzte im Uhrzeigersinn im Norden beginnend an die Kreise Havelberg, Rathenow, Brandenburg-Land, Burg und Tangerhütte (bis 1987) bzw. Stendal (ab 1988).

## Geschichte
Am 15. Juni 1950 erhielt der Landkreis Jerichow II den Namen Landkreis Genthin. Die Gemeinde Reesen wurde in den Landkreis Burg umgegliedert. Am 13. Juli wurden die Gemeinden Göttlin, Grütz, Kirchmöser, Kützkow und Neue Schleuse aus dem Landkreis Genthin in den Landkreis Westhavelland umgegliedert.
Im Zuge der Verwaltungsreform von 1952 wurde der Kreis Genthin am 25. Juli 1952 erneut gebildet und gehörte zum Bezirk Magdeburg. Der Kreis war eine neue Verwaltungseinheit aus Teilen des ehemaligen Landkreises Jerichow II (Land Sachsen-Anhalt). Am 17. Mai 1990 wurde der Kreis in Landkreis Genthin umbenannt. Mit der Kreisgebietsreform in Sachsen-Anhalt, die am 1. Juli 1994 in Kraft trat, ging der Landkreis Genthin im Landkreis Jerichower Land auf.

## Gemeinden
Gemeindepolitischer Stand bei der Bildung des Kreises 1952
- Bergzow
- Demsin
- Ferchland
- Genthin
- Gladau
- Güsen
- Hohenbellin, ab 1957 Ortsteil von Wulkow
- Hohenseeden
- Jerichow
- Kade
- Karow
- Klitsche
- Nielebock
- Paplitz
- Parchen
- Parey
- Redekin
- Schlagenthin
- Tucheim
- Wulkow

Außerdem wurden 1957 einige einst selbständige Gemeinden, die 1950 zu Ortsteilen wurden, wieder eingeführt.
- Brettin (Stadt Genthin)
- Derben (Gemeinde Ferchland)
- Mützel (Stadt Genthin)
- Roßdorf (Stadt Genthin)
- Zabakuck (Gemeinde Demsin)
- Zerben (Gemeinde Güsen)

## Wappen

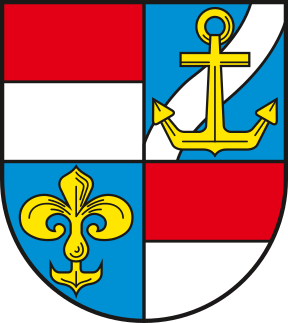
Wappen des Landkreises Genthin von 1990 bis zu dessen Auflösung 1994

Das Wappen wurde am 15. Oktober 1990 genehmigt.
Blasonierung: „Geviert; Feld 1 und 4: von Rot über Silber geteilt; Feld 2: in Blau ein silberner Wellenschräglinksbalken, belegt mit einem goldenen Anker; Feld 3: in Blau eine goldene heraldische Lilie.“

## Kfz-Kennzeichen
Den Kraftfahrzeugen (mit Ausnahme der Motorräder) und Anhängern wurden von etwa 1974 bis Ende 1990 dreibuchstabige Unterscheidungszeichen, die mit den Buchstabenpaaren HC und MC begannen, zugewiesen. Die letzte für Motorräder genutzte Kennzeichenserie war HW 65-01 bis HW 75-00.
Anfang 1991 erhielt der Landkreis das Unterscheidungszeichen GNT. Es wurde bis zum 30. Juni 1994 ausgegeben. Durch die Kennzeichenliberalisierung ist es seit dem 27. November 2012 im Landkreis Jerichower Land erhältlich.